# La fletxa blava
La fletxa blava (títol original: La freccia azzurra) és un llargmetratge d'animació italo-helvètico-germano-luxemburgués dirigit per Enzo D'Alò. Ha estat doblada al català.
El film, utilitzant la tècnica del dibuix animat en dues dimensions, s'inspira lliurement en la novel·la homònima de l'escriptor italià Gianni Rodari, i tot inspirat de la llegenda de la Befana. És el primer llargmetratge produït per l'estudi italià Lanterna Magica.

## Argument
Cada any, alguns dies després de la gira del pare Noël, la beneficiosa fada Befana, solcant el cel sobre la seva escombra, porta altres regals als nens d'Itàlia el 6 de gener, dia de l'Epifania. Un any, la fada Befana cau malalta i no pot assegurar la Repartiment de regals: ho ha de confiar al sospitós doctor Scarafoni. Però les joguines que han de ser distribuïdes aquest vespre saben que Scarafoni no té cap intenció de distribuir els regals: compta revendre-les. Les mateixes joguines han de frustrar les seves maquinacions i assegurar-se que la nit de Nadal tot anirà bé. Entre aquestes joguines, la Fletxa blava, un petit tren elèctric, està ben decidit a arribar fins a la casa de Francesco, el nen a qui és destinat.

## Producció
La Fletxa blava és el primer llargmetratge produït per l'estudi Lanterna Magica, en col·laboració amb l'estudi luxemburguès Monipoly Produccions i l'estudi suís Fama Film AG.

## Premis
La banda original del film, composta principalment per Paolo Conte, assoleix dos premis el 1997: el premi David di Donatello a la Millor música, i la Nastro d'Argento a la millor música atorgat pel Sindicat nacional italià dels periodistes de cinema. Aquest mateix sindicat va atorgar al film una Cinta d'argent especial per un film d'animació produït a Itàlia.